# Лукацкий, Ефрем Львович
Ефрем Львович Лукацкий (укр. Єфрем Львович Лукацький; род. 27 июня 1956) — украинский фотожурналист. Заслуженный журналист Украины (2011).
С 1989 г. фотокорреспондент информационного агентства Associated Press, в настоящее время возглавляет фотослужбу украинского бюро агентства.
Специализируется в области военной фотожурналистики. Работал в Афганистане, Ираке, секторе Газа, Чечне, Грузии (в ходе российско-грузинской войны 2008 года). 18 февраля 2014 года был ранен, освещая столкновения между митингующими и правоохранителями в Киеве.
Опубликовал фотоальбомы «Украинские картины» (англ. Ukrainian Pictures; 1994) и «Моменты времени» (укр. Моменти часу; 2012, каталог персональной выставки в Харькове), в соавторстве с публицистом Даниилом Яневским — книгу-альбом «Украина: от независимости до свободы» (укр. Україна: від незалежності до свободи; 2005).
В 2004 году в составе группы фотокорреспондентов Associated Press, снимавших Иракскую войну, вошёл в тройку финалистов Пулитцеровской премии за лучшую новостную фотографию.